# Куртепен
Куртепен (фр. Courtepin) — громада  в Швейцарії в кантоні Фрібур, округ Зее.

## Географія
Громада розташована на відстані близько 27 км на захід від Берна, 8 км на північ від Фрібура.
Куртепен має площу 21,9 км², з яких на 12,6% дозволяється будівництво (житлове та будівництво доріг), 56,7% використовуються в сільськогосподарських цілях, 24% зайнято лісами, 6,7% не є продуктивними (річки, льодовики або гори).

## Демографія
2019 року в громаді мешкало 5468 осіб (+15,4% порівняно з 2010 роком), іноземців було 36,1%. Густота населення становила 250 осіб/км².
За віковим діапазоном населення розподілялося таким чином: 25,4% — особи молодші 20 років, 61,7% — особи у віці 20—64 років, 12,9% — особи у віці 65 років та старші. Було 2117 помешкань (у середньому 2,5 особи в помешканні).
Із загальної кількості 2648 працюючих 110 було зайнятих в первинному секторі, 1641 — в обробній промисловості, 897 — в галузі послуг.